# Ley Harrison de Impuestos sobre Narcóticos
La Ley de impuestos sobre narcóticos de Harrison fue una ley federal de los Estados Unidos que regulaba y aplicaba impuestos a la producción, importación y distribución de opiáceos y productos de coca. La ley fue propuesta por el representante Francis Burton Harrison de Nueva York y aprobada el 17 de diciembre de 1914.
"Una ley para disponer el registro fiscal de ingresos e imponer un rubro especial a todas las personas que producen, importan, fabrican, componen, comercializan, dispensan, venden, distribuyen o regalan opio u hojas de coca, sus sales, derivados o preparaciones, y para otros fines. " Los tribunales interpretaron que esto significaba que los médicos podían prescribir narcóticos a los pacientes en el curso de un tratamiento normal, pero no para el manejo de una adicción.
La ley antinarcóticos de Harrison, consistía en tres proyectos de ley de la Cámara de los Estados Unidos que imponían restricciones a la disponibilidad y el consumo de la droga psicoactiva opio. Los proyectos de ley del Congreso de los Estados Unidos 1966 y 1967 fueron aprobados conjuntamente con el proyecto de ley de la Cámara de Representantes. 6282 o la Ley de Restricciones al Comercio de Opio y Hojas de Coca.
Aunque técnicamente era ilegal para fines de distribución y uso, la distribución, venta y uso de la cocaína todavía era legal para las empresas y los individuos registrados.

## Historia

### Antecedente internacional
Después de la guerra hispanoamericana, los EE. UU. adquirieron las Filipinas de España. En ese momento, la adicción al opio constituía un problema importante en la población civil de Filipinas.
Charles Henry Brent era un obispo estadounidense que servía como misionero en Filipinas desde 1901. Convocó una Comisión de investigación, conocida como la Comisión Brent, con el propósito de examinar alternativas a un sistema de permisos para adictos al opio. Aunque el gobernador William Taft apoyó esta política, Brent se opuso «por motivos morales». La Comisión recomendó que los narcóticos deberían estar sujetos a control internacional. Las recomendaciones de la Comisión Brent fueron respaldadas por el Departamento de Estado de los Estados Unidos y, en 1906, el presidente Theodore Roosevelt convocó una conferencia internacional, la Comisión Internacional del Opio, que se celebró en Shanghái en febrero de 1909. En La Haya se celebró una segunda conferencia en mayo de 1911, y de ahí surgió el primer tratado internacional de control de drogas, la Convención Internacional del Opio de 1912.

### Antecedente doméstico
En el siglo XIX, los opiáceos y la cocaína eran en su mayoría drogas no reguladas. En la década de 1890, el catálogo de Sears & Roebuck, que se distribuyó a millones de hogares estadounidenses, ofrecía una jeringa y una pequeña cantidad de cocaína por $ 1.50. Por otro lado, desde 1880, algunos estados y localidades ya habían aprobado leyes contra el consumo de opio, al menos en público. 
A principios del siglo XX, la cocaína comenzó a vincularse con el crimen. En 1900, el Journal of American Medical Association publicó un editorial que decía que «los negros en el sur se consideran adictos a una nueva forma de vicio: el de" inhalación de cocaína "o el" hábito del coque"». Se culpó a los inmigrantes chinos por importar el hábito de fumar opio a los EE. UU. Un comité ciudadano de 1903, el Comité para la Adquisición del Hábito de las Drogas, concluyó: «Si los chinos no pueden portarse bien sin sus drogas, podemos vivir sin ellos».

### Opio
Theodore Roosevelt nombró al Dr. Hamilton Wright como el primer Comisionado de Opio de los Estados Unidos en 1908. En 1909, Wright asistió a la Comisión Internacional de Opio en Shanghái como delegado estadounidense. Fue acompañado por Charles Henry Brent, el obispo misionero. El 12 de marzo de 1911, el Dr. Wright fue citado de la siguiente manera en un artículo en The New York Times: «De todas las naciones del mundo, los Estados Unidos consumen la mayoría de las drogas per cápita que crean hábito. El opio, la droga más perniciosa conocida la humanidad está rodeada, en este país, de muchas menos salvaguardas que cualquier otra nación europea».  Wright afirmó además que «se ha declarado con autoridad que la cocaína es a menudo el incentivo directo del delito de violación por los negros del sur y otras secciones del país», aunque no mencionó específicamente qué autoridades lo declararon, y no proporcionó ninguna evidencia de su reclamo. Wright también declaró que «una de las fases más desafortunadas de fumar opio en este país es la gran cantidad de mujeres que se involucraron y vivían como esposas de ley común o que cohabitaban con chinas en los barrios chinos de nuestras diversas ciudades».